# Paradoxe de Jevons

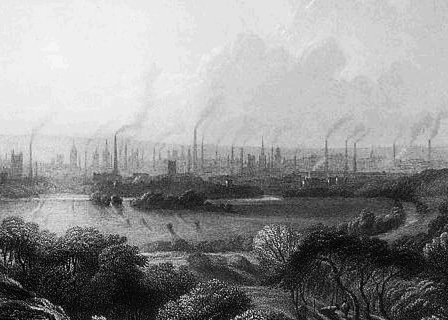
Les manufactures alimentées au charbon de Manchester au XIXe siècle. Les progrès technologiques qui ont permis l'utilisation du charbon durant la Révolution industrielle ont augmenté de manière substantielle la consommation de ce combustible.

Le paradoxe de Jevons énonce qu'à mesure que les améliorations technologiques augmentent l'efficacité avec laquelle une ressource est employée, la consommation totale de cette ressource peut augmenter au lieu de diminuer. En particulier, ce paradoxe implique que l'introduction de technologies plus efficaces en matière d'énergie peut, dans l'agrégat, augmenter la consommation totale de l'énergie. Il s'agit du cas le plus extrême de l'effet rebond.
Il est baptisé du nom de William Stanley Jevons qui l'a mis en évidence en 1865.

## Histoire

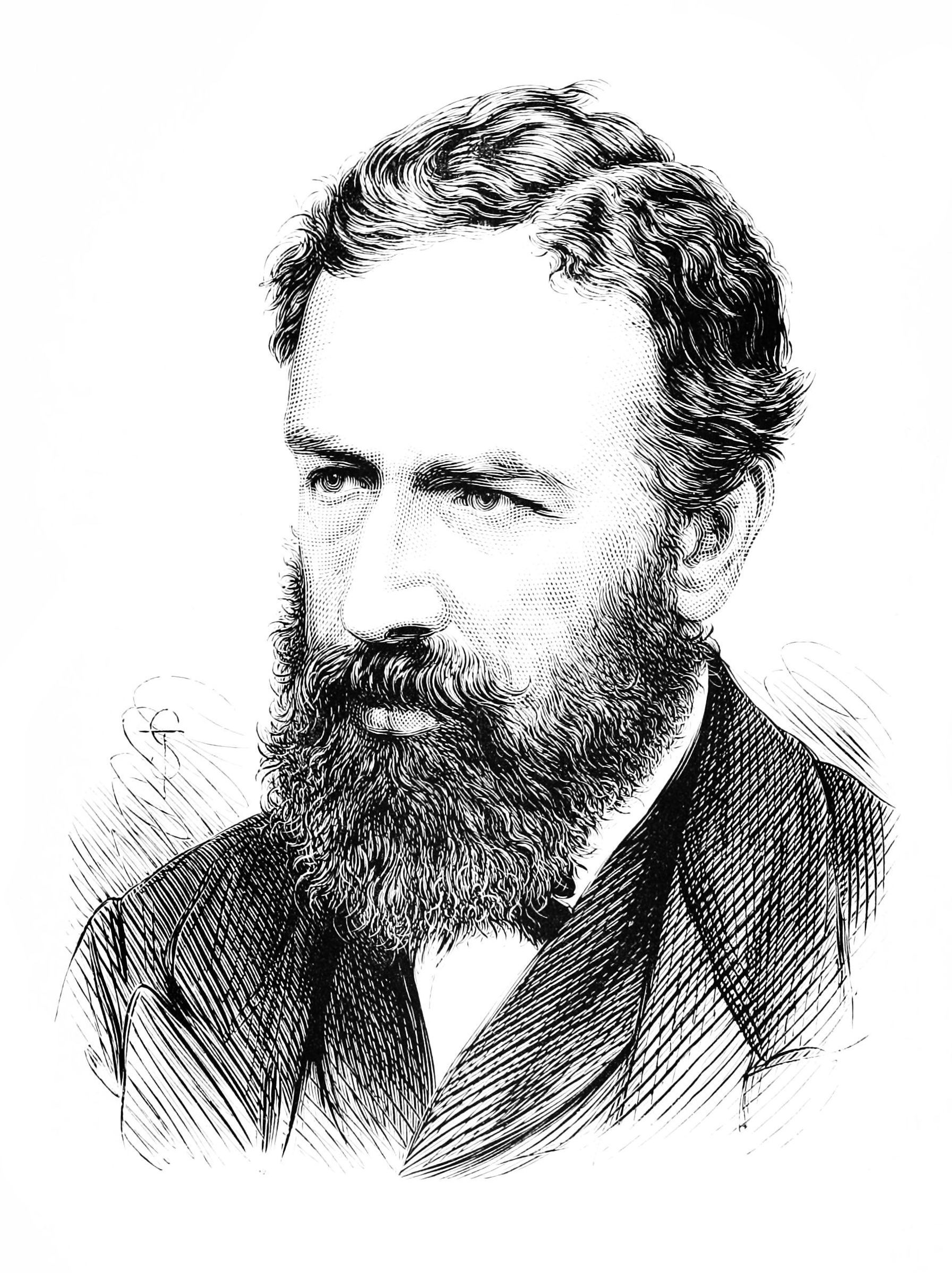
William Stanley Jevons.

Dans son livre de 1865, Sur la question du charbon, Jevons observe que la consommation anglaise de charbon a fortement augmenté après que James Watt a introduit sa machine à vapeur, qui était bien plus efficace que celle de Thomas Newcomen. Les innovations de Watt ont fait du charbon une source d'énergie plus rentable, ce qui a conduit à généraliser l'utilisation de sa machine à vapeur au sein des manufactures. Plutôt que de réduire la consommation totale de charbon, les améliorations technologiques et les gains de rentabilité ont conduit à accroître la consommation totale de charbon, d'où le paradoxe. La description de ce mécanisme constitue un apport important de Jevons à l'économie de l'énergie.
Les améliorations techniques entre 1830 et 1863 ont permis de diminuer de deux-tiers (66 %) la consommation de charbon par unité de fer produite, mais dans le même temps ont conduit à une multiplication par dix (1 000 %) de la quantité de charbon consommée.
Jevons s'inquiète de ce phénomène, et prédit une concurrence du charbon américain sur le charbon britannique qui serait défavorable à l'économie du Royaume-Uni. Soulignant la fragilité de l'économie industrielle qui repose sur le charbon, il estime qu'il faut diminuer l'activité économique et réduire la consommation de cette ressource, car ce n'est pas soutenable sur le long terme : « nous devons choisir entre une grandeur brève et une médiocrité continuée plus longtemps ».
Les travaux de Jevons sont remarqués par l'économiste britannique John Stuart Mill. Ils sont à nouveau étudiés après le choc pétrolier de 1973 par Brookes (1979) et Khazzoom (1980) qui notent qu'en dépit des améliorations de l'efficacité énergétique des machines, la consommation globale d'énergie n'a pas diminué : c'est le postulat de Khazzoom-Brookes.
On parle de paradoxe de Jevons lorsque l'effet rebond provoque une augmentation supérieure à 100 % du gain d'efficacité.
Il a connu un regain conséquent de popularité en début 2025, lors de la sortie du dernier modèle d'intelligence artificielle de la société chinoise Deepseek. La baisse de puissance nécessaire pour faire raisonner le modèle aurait dû diminuer la demande de puces informatiques, mais a résulté en l'augmentation de celle-ci.

## Résolution

Le graphique illustre l'effet d'une baisse des coûts de production de l'offre.

Le paradoxe de Jevons peut se comprendre de la manière suivante. Dans la mesure où il est possible d'extraire davantage d'énergie avec la même quantité de charbon acheté, la situation revient à une baisse du prix de l'énergie tirée du charbon. La diminution du prix de l'énergie permet d'alléger les coûts de production. Sur le graphique, la courbe d'offre O1 se déplace vers la droite (devenant O2) ; il est désormais possible de produire chaque unité à un coût plus faible. L'offre de biens augmente, tandis que les prix des biens se réduisent. La demande augmente en retour (l'élasticité de la demande étant très souvent négative). L'équilibre passe donc de E1 à E2, les quantités achetées (donc produites) passent de Q1 à Q2. La consommation de charbon a donc augmenté, à la suite de la « baisse du prix de l'énergie ».